# 左铃小煤炱
左铃小煤炱（学名：Meliola zollingeri）是属于小煤炱目小煤炱科小煤炱属的一种真菌，寄生在蝶形花科植物上。该种分布于中国、印度尼西亚。